# Asperula ambleia
Asperula ambleia är en måreväxtart som beskrevs av Airy Shaw. Asperula ambleia ingår i släktet färgmåror, och familjen måreväxter. Inga underarter finns listade i Catalogue of Life.